# Ricardo Calvo Revilla

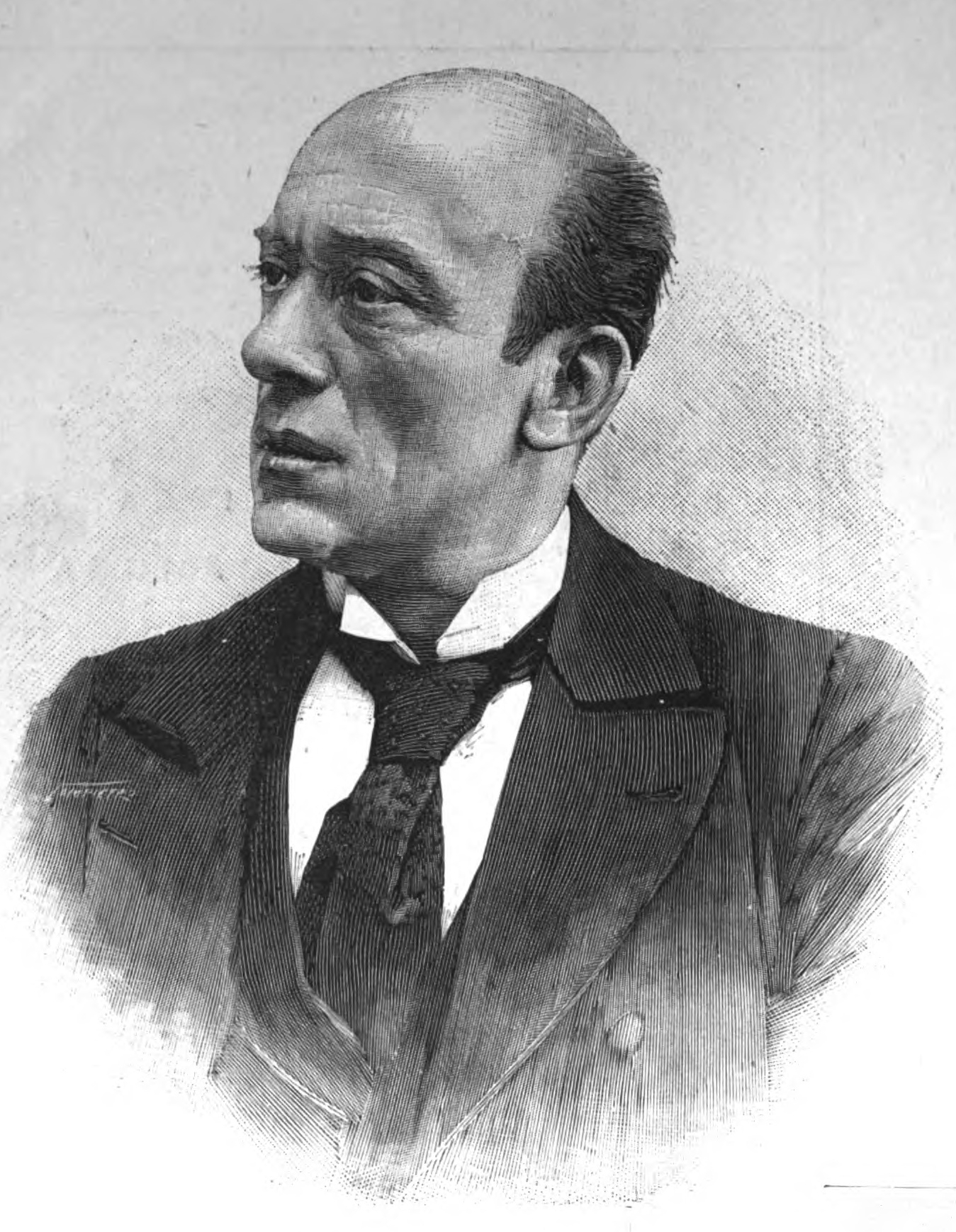
Retrato de Ricardo Calvo en un grabado a partir de fotografía de Compañy

Ricardo Calvo Revilla (Granada, 1844-Madrid, 21 de abril de 1895) fue un actor español.

## Biografía

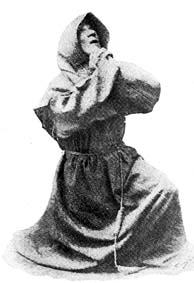
Ricardo Calvo interpretando Don Álvaro o la fuerza del sino

Nació en la década de 1840, al parecer en Granada. Miembro de una familia de insignes artistas, fue hijo del actor José Ramón Calvo, hermano de Rafael Calvo y tío de Ricardo Calvo Agostí.
Fue discípulo de Julián Romea. Su carrera se desarrolló a la sombra de la de su hermano mayor, interpretando personajes secundarios en las obras protagonizadas por aquel. Interpretó tanto clásicos como Calderón de la Barca (El alcalde de Zalamea), como autores contemporáneos como José Zorrilla y Echegaray. Falleció en 1895 en Madrid.